# Star Division
Star Division (также известна как Star-Division) — немецкая софтверная компания. Основана в 1984 году, 16-летним программистом Марко Беррисом (Boerries). Первоначально, офис компании располагался в г. Люнебурге, затем компания переехала в Гамбург.
Компания получила известность благодаря таким пакетам, как StarOffice и Office Suite. В общей сложности, было продано около 25 млн копий данного ПО.
Первоначально был выпущен текстовый процессор для КПК — StarWriter, затем, на его основе — StarOffice (1985).
В 1998 году StarOffice стал свободно распространяемым бесплатным продуктом. 5 августа 1999 года это ПО было куплено компанией Sun Microsystems за 59,5 млн долларов США.